# Chocomyšl (zámek)
Zámek Chocomyšl je stavba ve stejnojmenné obci v okrese Domažlice. Je situován jihozápadně od centra obce na břehu Chocomyšlského rybníka. Původní tvrz je připomínaná poprvé v roce 1545. Honosný barokní zámek na místě tvrze vznikl ve dvou etapách během 18. století a měl sloužit jako rezidence a správní středisko statků hrabat Černínů z Chudenic v západních Čechách. Další generace Černínů neměly o zámek zájem a během 19. století byl několikrát upravován pro průmyslové využití (lihovar, cukrovar). Současným majitelem zámku a přilehlých hospodářských objektů je společnost ZAS Koloveč, která podnikla rozsáhlou opravu v letech 2007–2011. Vzhledem k četným stavebním úpravám pro průmyslové účely od počátku 19. století ztratil zámek umělecké hodnoty a není zapsán na seznamu kulturních památek. Po novodobé rekonstrukci je ale dominantou obce Chocomyšl s archivně bohatě doloženým stavebním vývojem.

## Historie

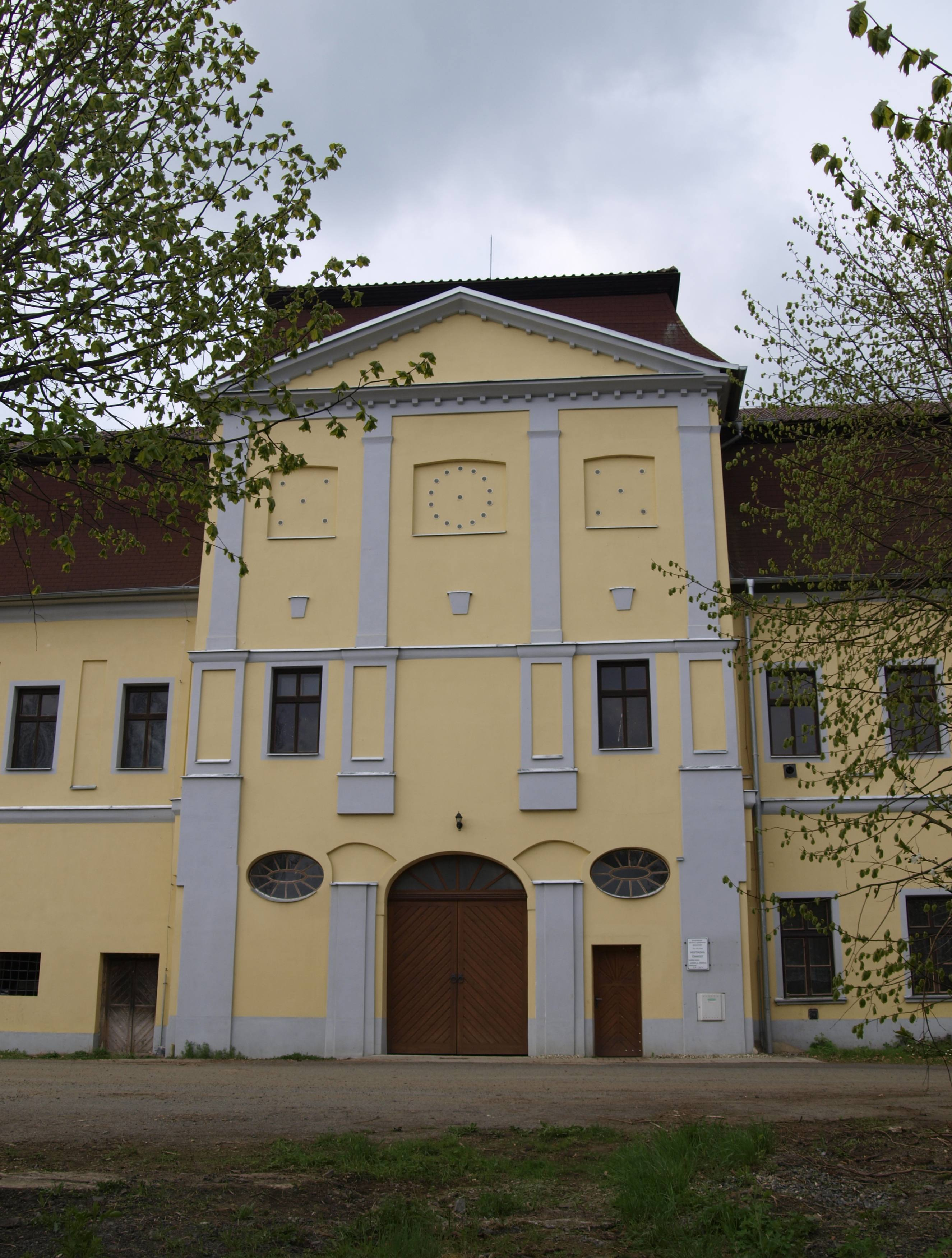
Hlavní vstup zámku Chocomyšl

První zmínka o Chocomyšli pochází z roku 1365, kdy se připomíná jako majetek Václava z Chocomyšle. Rodině vladyků z Chocomyšle patřila ves až do druhé poloviny 15. století, kdy ji získali bavorští rytíři z Wildenfelsu. Když si Volf z Wildenfelsu nechal v roce 1545 zapsat svůj majetek do zemských desek, tehdy se poprvé v Chocomyšli připomíná tvrz, stála zde pravděpodobně již mnohem dříve. Část Chocomyšle v té době patřila k panství hradu Roupov. V letech 1580 a 1583 skoupil oba díly Chocomyšle Jindřich starší Žákavec ze Žákavy. Žákavcům pak Chocomyšl patřila sto let, rod ale sídlil hlavně na sousedním zámku v Srbicích. Během 17. století byla ale i chocomyšlská tvrz rozšířena do podoby menšího zámku. Posledním majitelem z rodu Žákavců byl Václav Antonín, který zemřel v roce 1681 (krátce před smrtí byl povýšen do panského stavu). Jeho manželka Polyxena, rozená Vratislavová z Mitrovic, podruhé provdaná z Gutštejna, Chocomyšl prodala v roce 1683. Dalšími majiteli byli Vratislavové z Mitrovic (1683–1693), Novohradští z Kolovrat (1693–1708) a krátce Ignác František Wunschwitz (1708–1711). Ten se ale potýkal s finančními problémy a Chocomyšl držel jen tři roky. Když mělo být panství zadlužené prodáno, byl pořízen soudní odhad, v němž je popsán i zámek. Z něj vyplývá jeho nepříliš dobrý stav, protože v některých částech budovy chyběly stropy či střechy.

## Chocomyšl v majetku Černínů z Chudenic

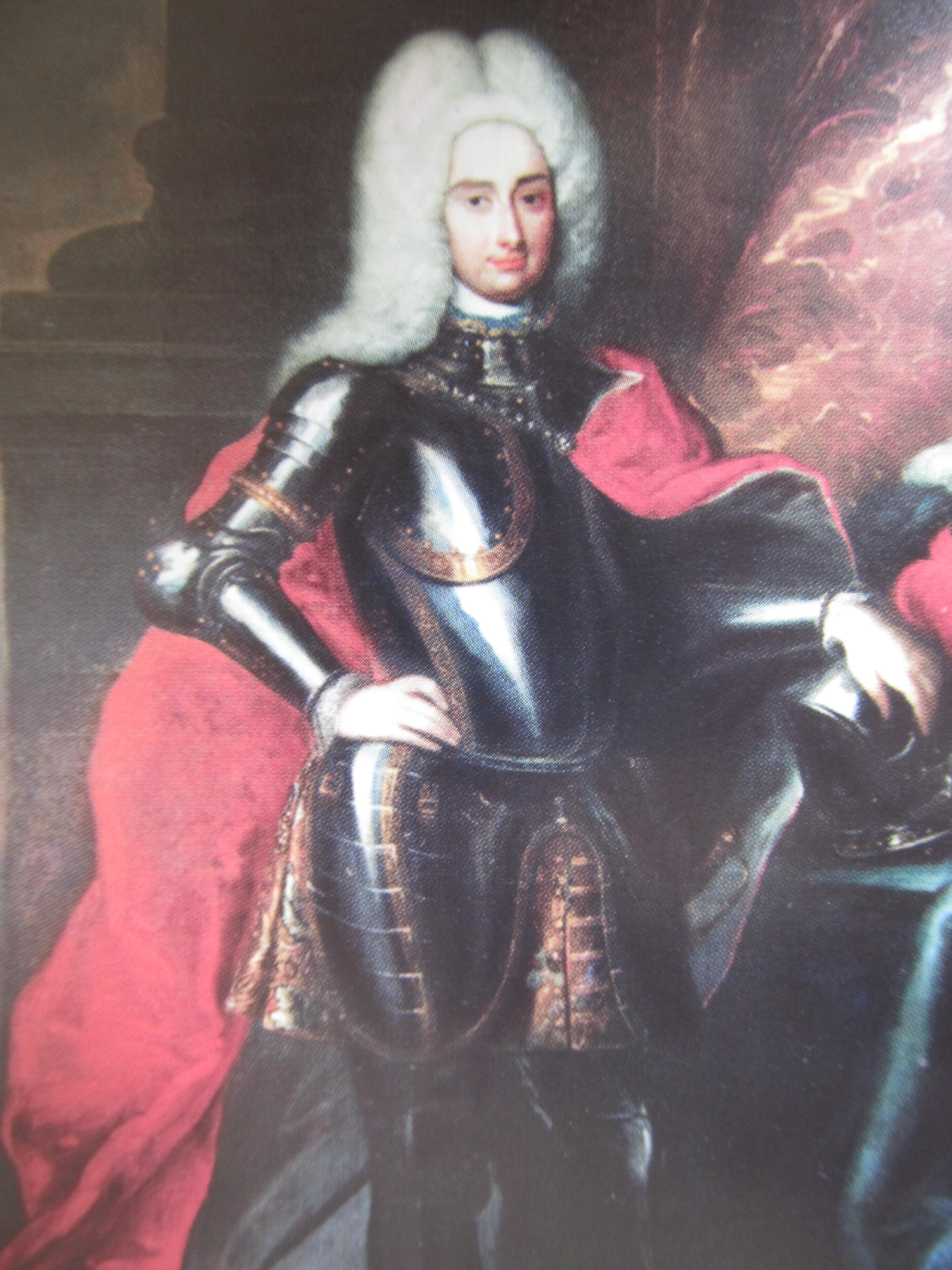
Hrabě František Josef Černín z Chudenic, iniciátor přestavby zámku v letech 1720–1722

V roce 1711 koupila panství Chocomyšl poručnická správa pro nezletilého hraběte Františka Josefa Černína (1697–1733) za 86.115 zlatých. S později přikoupenými Kanicemi (1713) bylo panství připojeno k sousedním Chudenicím, které jako nejstarší rodové sídlo měly pro Černíny historický význam. Když František Josef Černín po dosažení zletilosti převzal správu svého obrovského majetku v různých částech Čech, rozvinul na svých panstvích bohatou stavební činnost, přestože se rodina potýkala s obrovským zadlužením v řadech statisíců zlatých. Starý zámek v Chudenicích již nesplňoval nároky na reprezentaci barokního velmože a František Josef Černín rozhodl o výstavbě nového zámku v Chocomyšli. Zámek byl postaven v letech 1720–1722 jako zamýšlené nové centrum chudenického panství (v 18. století byl označován jako „nový chudenický zámek“). Autorem projektu byl pravděpodobně František Maxmilián Kaňka, který tehdy pro Černíny pracoval, i když jeho účast na stavbě zámku není písemně doložena. S výjimkou nepotvrzené participace F. M. Kaňky jsou černínské stavební aktivity v Chocomyšli doloženy bohatou dokumentací a korespondencí uloženou v jejich rodovém archivu v Jindřichově Hradci. Z dochovaných pramenů vyplývá, že zámek v letech 1720–1722 vznikl úpravou staršího sídla Žákavců ze Žákavy a přístavbou dvou bočních křídel s uzavřeným nádvořím.

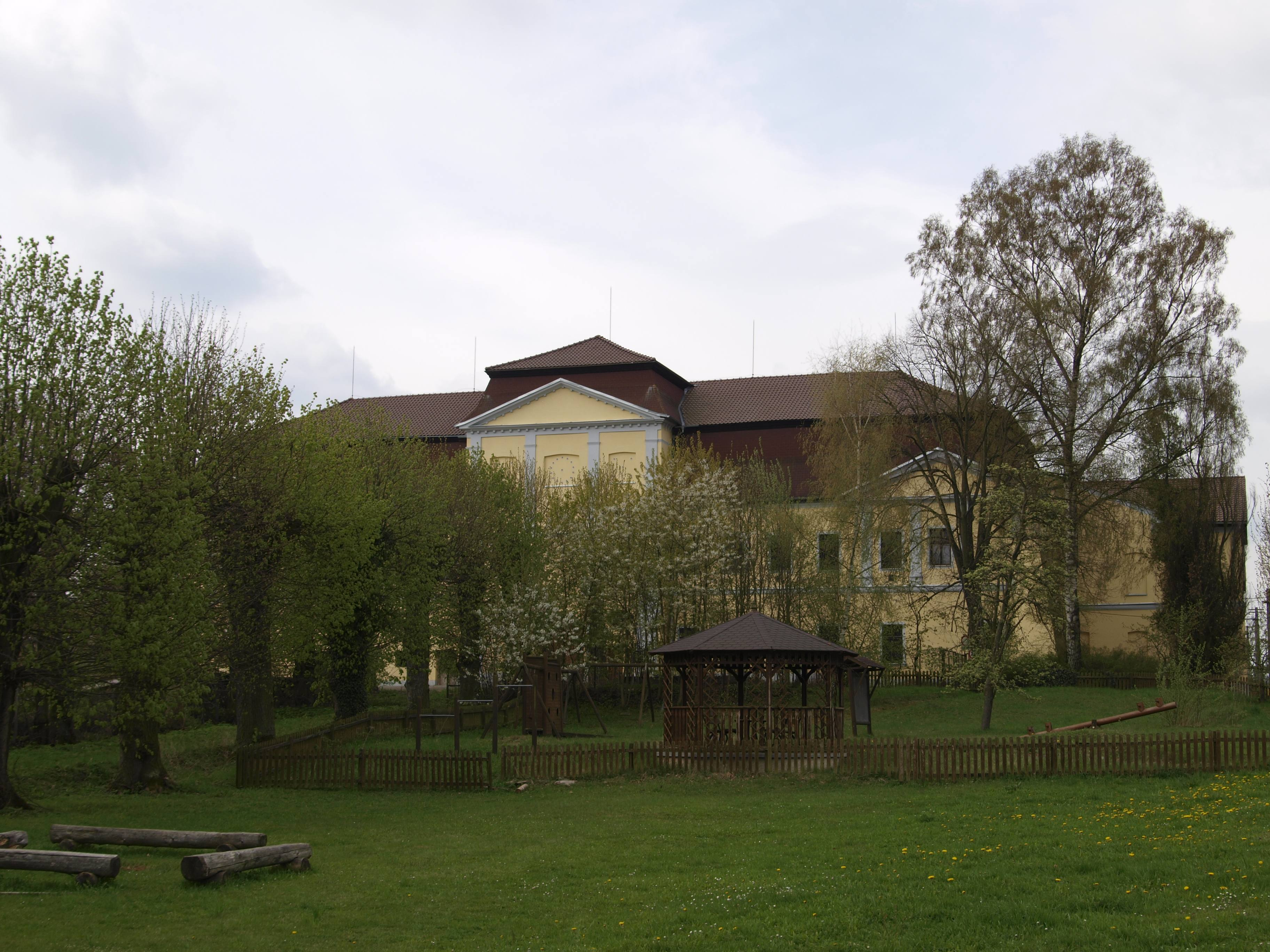
Pohled na zámek od severovýchodu

Stavební práce na zámku pokračovaly i za Františkova syna Prokopa Vojtěcha Černína (1726–1777), který si pobyty v Chocomyšli oblíbil zvláště v letních měsících. V letech 1761–1763 byl zámek rozšířen a tehdy vznikla také kaple. V září 1773 zámek téměř úplně vyhořel, ale Prokop Vojtěch Černín hned v následujícím roce vydal pokyn k nové stavbě. Projekt byl zadán Karlu Ballingovi, který pracoval i v sousedních Chudenicích. Zbytky zámku v Chocomyšli byly rozebrány a v roce 1775 začala nová výstavba. V hrubých rysech byl zámek hotov v roce 1777, téhož roku ale Prokop Vojtěch Černín zemřel. Jeho syn a dědic Jan Rudolf Černín (1757–1845) dal průchod svým zájmům především na sídlech v severních Čechách (Krásný Dvůr, Petrohrad) a o dokončení nákladného projektu v Chocomyšli neměl zájem. Zámek byl v roce 1802 nabídnut státu pro potřeby ubytování armády, z tohoto návrhu ale sešlo. V roce 1811 byla v zámku zahájena výroba cukru z javorového sirupu. K zásadní přestavbě na cukrovar došlo v letech 1831–1832 již za Evžena Černína (1796–1868). Výnosy cukrovaru ovšem nenaplnily Černínova očekávání, proto byl po několika letech zrušen. Později se znovu objevil návrh přebudování na kasárna a nakonec v zámku od roku 1854 fungoval lihovar. Po provedení pozemkové reformy za první republiky převzal zámek a další hospodářské budovy bývalý černínský úředník Antonín Vosyka. Ten zde hospodařil do konce druhé světové války a po roce 1945 byl národním správcem. Později zámek přešel do majetku místního JZD, které zde mělo kanceláře a skladiště. Po roce 1989 byl zámek vrácen v restitucích potomkům Antonína Vosyky. Od nich objekt koupila firma ZAS (Zemědělská akciová společnost) Koloveč, která v letech 2007–2011 provedla nákladnou opravu zámku.